# Ella Bergmann-Michel
Ella Bergmann-Michel (née Ella Bergmann le 20 octobre 1896 et morte le 8 août 1971) est une artiste allemande abstraite, photographe et réalisatrice de documentaire. Étudiante précoce de l'art constructiviste en Allemagne, sa contribution à l'art abstrait moderne est souvent oubliée dans la culture artistique américaine. Le style d'Ella Bergmann est très spécifique et unique, surtout si l'on considère la période de restriction durant laquelle elle travaille activement. La plupart de ses œuvres ne sont ni titrées ni signées, ce qui les rend difficiles à identifier et à trouver dans le marché actuel de l'art

## Biographie
Ella Bergmann commence à faire de l'art très jeune. En 1915, elle expérimente une technique de collage dans le style constructiviste. En utilisant du bois, du métal et tout autre matériau, Ella Bergmann crée des collages d'aspect très précis et scientifique. Dans les années 1920, Elle commence à développer encore plus sa technique.
À une époque où l'art abstrait était considéré comme une forme d'art mineure, Ella Bergmann a ainsi incorporé la poésie dans ses œuvres abstraites ; elle collait des mots spécifiques directement sur la toile, comme elle peignait d'autres directement dessus.
Ella Bergmann est dès lors devenue l'une des premières artistes du mouvement constructiviste à incorporer la photographie dans ses œuvres d'art, ce qui constitue un progrès très important de l'art abstrait.

## Style artistique
Le constructivisme est une forme d'art développée au début du XXe siècle; d'abord établit par Vladimir Tatlin. La nouvelle forme d'art prend un sens différent dans les différentes nations européennes, mais la cohérence est qu'elle fait référence aux problèmes sociaux et économiques que les artistes estiment représenter l'Europe par des moyens abstraits. Dans le pays natal d'Ella Bergmann, l'Allemagne, le constructivisme montre son plus grand impact à travers  l’école du Bauhaus, qui est créée pour le développement de cette forme d'art.

## Mariage et guerre
À la fin des années 1920, Ella Bergmann épouse Robert Michel et s'installe à Francfort en Allemagne. À Francfort, elle décore une grande partie des murs minimalistes de l'école du Bauhaus. Ella Bergmann-Michel  continue à pratiquer son art jusqu'à la survenue de la Seconde Guerre mondiale, quand elle est contrainte d'arrêter. Étant lui-même un peintre raté, Hitler déteste l'art abstrait de toutes sortes. Ella Bergmann-Michel travaille sur la ferme familiale jusqu'à la fin de la guerre. Une fois la guerre terminée, Ella Bergmann-Michel revient à son art. Plus tard, elle continue à faire des collages d'images et des compositions verticales/horizontales, dont aucune n'a de titre.

## Héritage
Au cours de sa vie, Ella Bergmann-Michel effectue des tournées à Zurich, Londres, Belfast, Pologne, Milan, Paris et aux États-Unis. Son art est distinctif, intéressant et se retrouve principalement sur les marchés européens de l'art. On ne sait pas combien de tableaux et de pièces Ella Bergmann-Michel a réalisés ; son art est plus important pour le mouvement qu'il a contribué à propulser, que pour les pièces individuelles elles-mêmes. Ella Bergmann-Michel est l'une des nombreuses artistes  oubliées de l'art allemand de cette époque.

## Filmographie
- Wo wohnen alte Leute. (1931)
- Erwerbslose kochen für Erwerbslose. (1932)
- Fliegende Händler in Frankfurt am Main. (1932)
- Fischfang in der Rhön. (1932)
- Wahlkampf 1932. (1932/33)

## Crédit d'auteurs
- (en) Cet article est partiellement ou en totalité issu de l’article de Wikipédia en anglais intitulé « Ella Bergmann-Michel » (voir la liste des auteurs).